# ابراهام پاز
ابراهام پاز (انگلیسی: Abraham Paz؛ زادهٔ ۲۹ ژوئن ۱۹۷۹) بازیکن فوتبال اهل اسپانیا است.
از باشگاه‌هایی که در آن بازی کرده‌است می‌توان به باشگاه فوتبال هرکولس، باشگاه فوتبال سابادل، باشگاه فوتبال مکابی حیفا، باشگاه فوتبال کادیس، و باشگاه فوتبال بنی سخنین اشاره کرد.